# ジェシカ・クリムカイト
ジェシカ・クリムカイト（Jessica Klimkait 1996年12月31日 - ）は、カナダ・オンタリオ州ウィットビー出身の柔道選手。階級は57kg級。

## 人物
柔道経験のある父親の影響で、4歳の時に兄に続いて柔道を始めた。2013年には17歳以下の世界一を決める世界カデの52kg級で優勝を飾った。その後階級を57kg級に上げると、2014年の英連邦競技大会とユースオリンピックでともに5位だった。2015年からベルギー国際ジュニアの部で2連覇を飾った。2017年にはパンナム選手権で優勝すると、グランドスラム・エカテリンブルグでも3位に入った。世界選手権では3回戦でイギリスのネコダ・スミス＝デイビスに大外刈で敗れた。2018年のパンナム選手権では準決勝でカナダ国籍となった出口クリスタに敗れて3位だった。続くグランプリ・フフホトとグランプリ・ザグレブでも決勝で出口に敗れて2位にとどまった。世界選手権では3回戦でモンゴルのドルジスレン・スミヤに送襟絞で敗れた。グランドスラム・大阪では準決勝で日本の舟久保遥香、決勝で同じく日本の玉置桃をそれぞれ技ありで破って優勝した。ワールドマスターズでは3位だった。2019年のグランドスラム・パリでは決勝で出口に技ありで敗れた。グランドスラム・エカテリンブルグでは準々決勝で舟久保に舟久保固で敗れて3位だった。カナダで初開催となったIJFワールド柔道ツアーのグランプリ・モントリオールでは、決勝で出口に片手絞で敗れて2位だった。 グランプリ・ザグレブでは決勝で玉置に反則勝ちして優勝した。世界選手権では初戦でロシアのダリア・メジェツカヤに袖釣込腰で敗れた。この時点では今大会優勝した出口とは実績の点で大差を付けられていた。グランドスラム・大阪では準々決勝で舟久保と11分に及ぶ戦いの末に反則負けするも、その後の3位決定戦で元世界チャンピオンの芳田司を技ありで破って3位になった。ワールドマスターズでは準々決勝で台湾の連珍羚に敗れるも、その後の3位決定戦で芳田を技ありで破って3位になった。2020年2月のグランドスラム・デュッセルドルフでは優勝した。6月にはカナダ国内のライバルである世界チャンピオンの出口とオリンピック代表決定戦(2勝した方が代表)を行うことになっていたが、新型コロナウイルスの影響で延期となった。グランドスラム・ブダペストでは優勝した。2021年のワールドマスターズでは3位だった。グランドスラム・アンタルヤでは決勝で出口に反則負けして2位だった。なお、カナダ柔道連盟のジェネラルマネージャーであるニコラス・ギルは、新型コロナウイルスによるカナダ国内の公衆衛生規則で練習が無制限に禁止されている事情により、クリムカイトと出口の直接対決による代表決定戦は取り止めて、6月にハンガリーのブダペストで開催される世界選手権で上位に入った方をオリンピック代表に選出することを公表した。もし世界選手権が中止になるか、両者が同順位だった場合は、これまでの実績を考慮して選出される(クリムカイトはこの時点で出口に6戦全敗だった)。6月の世界選手権では決勝で玉置を技ありで破って世界選手権初優勝を飾った。なお、ライバルの出口は今大会の準決勝で玉置に敗れるなどして5位に終わったため、カナダ代表選考の規定に従い東京オリンピック代表の座を得ることとなった。 7月に迎えた日本武道館で開催された東京オリンピックでは準決勝でフランスのサラ＝レオニー・シジクに接戦の末に反則負けを喫したが、その後の3位決定戦に勝利して銅メダルを獲得した。なお、オリンピックにおけるカナダの女子柔道では史上初のメダル獲得となった。2022年のグランドスラム・アンタルヤでは決勝でシジクに一本勝ちして優勝した。グランドスラム・ブダペストでは準々決勝で舟久保に横四方固で敗れて3位だった。世界選手権では3位だった。2023年2月のグランドスラム・パリでは決勝で地元フランスのプリシラ・ネトに反則負けして2位だったが、続くグランドスラム・テルアビブでは決勝で出口を技ありで破って優勝した。なお、出口には7戦目にして初めて勝利した。3月のグランドスラム・トビリシでは準決勝でオリンピックチャンピオンであるコソボのノラ・ジャコヴァに敗れて3位だった。5月の世界選手権では準々決勝でモンゴルのルハグバトゴー・エンフリーレンに敗れるも、その後の敗者復活戦を勝ち上がって3位になった。6月のグランドスラム・ウランバートルでは決勝で出口に反則負けして2位だった。8月のワールドマスターズでは決勝でシジクを破って優勝した。地元カナダで開催されたパンアメリカン・オセアニア選手権では準決勝でブラジルのラファエラ・シルバに敗れて3位だった。グランドスラム・アブダビでは決勝で出口に反則勝ちして優勝した。グランドスラム・東京では準決勝でブラジルのジェシカ・リマに技ありで敗れて3位だった。2024年のグランドスラム・パリでは準決勝で地元フランスのファイザ・モクダルに敗れて3位だったが、グランドスラム・ドゥシャンベで優勝した。世界選手権では準決勝で韓国のホ・ミミに技ありで敗れて3位だった。なお、代表選考基準で出口を下回ったことにより、パリオリンピック代表に選ばれなかった。その後階級を63㎏級に上げると、2025年のグランドスラム・バクーで優勝した。
IJF世界ランキングは7240ポイント獲得で2位(25/7/20現在)。

## 主な戦績
- 2013年 - 世界カデ　優勝(52kg級)

57㎏級での戦績
- 2014年 - 英連邦競技大会　5位
- 2014年 - ユースオリンピック　5位
- 2015年 - ベルギー国際　ジュニアの部　優勝　シニアの部　優勝
- 2016年 - ベルギー国際　ジュニアの部　優勝　シニアの部　2位
- 2016年 - ヨーロッパオープン・グラスゴー　優勝
- 2017年 - パンナム選手権　優勝
- 2017年 - グランドスラム・エカテリンブルグ　3位
- 2017年 - グランプリ・フフホト　3位
- 2018年 - パンナム選手権　3位
- 2018年 - グランプリ・フフホト　2位
- 2018年 - グランプリ・ザグレブ　2位
- 2018年 - グランプリ・ブダペスト　5位
- 2018年 -　グランプリ・カンクン　2位
- 2018年 -　グランドスラム・大阪　優勝
- 2018年 -　ワールドマスターズ　3位
- 2019年 - グランドスラム・パリ　2位
- 2019年 - グランドスラム・エカテリンブルグ　3位
- 2019年 - グランプリ・フフホト　3位
- 2019年 - グランプリ・モントリオール　2位
- 2019年 - グランプリ・ザグレブ　優勝
- 2019年 - グランドスラム・大阪　3位
- 2019年 -　ワールドマスターズ　3位
- 2020年 -　グランドスラム・デュッセルドルフ　優勝
- 2020年 -　グランドスラム・ブダペスト　優勝
- 2021年 -　ワールドマスターズ　3位
- 2021年 -　グランドスラム・アンタルヤ　2位
- 2021年 -　世界選手権　優勝
- 2021年 -　東京オリンピック　3位
- 2022年 -　グランドスラム・アンタルヤ 優勝
- 2022年 -　グランドスラム・ブダペスト 3位
- 2022年 -　世界選手権　3位
- 2023年 -　グランドスラム・パリ　2位
- 2023年 -　グランドスラム・テルアビブ　優勝
- 2023年 -　グランドスラム・トビリシ　3位
- 2023年 -　世界選手権　3位
- 2023年 -　グランドスラム・ウランバートル　2位
- 2023年 -　ワールドマスターズ　優勝
- 2023年 - パンアメリカン・オセアニア選手権　3位
- 2023年 - グランドスラム・アブダビ 優勝
- 2023年 -　グランドスラム・東京　3位
- 2024年 -　グランドスラム・パリ　3位
- 2024年 -　グランドスラム・トビリシ　2位
- 2024年 - グランドスラム・ドゥシャンベ　優勝
- 2024年 - 世界選手権　3位

63㎏級での戦績
- 2025年 - グランドスラム・バクー　優勝

(出典、JudoInside.com)